# Jovan Lazarević
Jovan Lazarević (ur. 3 maja 1952 w miejscowości Mudrike) – jugosłowiański lekkoatleta, specjalista pchnięcia kulą.

## Kariera sportowa
Zdobył brązowy medal w pchnięciu kulą na halowych mistrzostwach Europy w 1982 w Mediolanie, ulegając jedynie swemu koledze z reprezentacji Jugosławii Vladimirowi Miliciowi i Remigiusowi Machurze z Czechosłowacji. Odpadł w kwalifikacjach tej konkurencji na mistrzostwach Europy w 1982 w Atenach.
Zwyciężył w pchnięciu kulą na igrzyskach śródziemnomorskich w 1983 w Casablance. Zajął 9. miejsce w tej konkurencji na halowych mistrzostwach Europy w 1984 w Göteborgu. Zdobył srebrny medal na igrzyskach śródziemnomorskich w 1987 w Latakii. Odpadł w kwalifikacjach na mistrzostwach Europy w 1990 w Splicie.
Zwyciężył w pchnięciu kulą na mistrzostwach krajów bałkańskich w 1981 w Sarajewie.
Lazarević był mistrzem Jugosławii w pchnięciu kulą w 1982, 1982, 1987 i 1988. 26 razy wystąpił w reprezentacji Jugosławii.
Jego rekord życiowy na otwartym stadionie wynosił 20,54 m, ustanowiony 26 lipca 1990 w Mińsku.